# Most (película)
Most (que en checo significa Puente) es un mediometraje dirigido por Bobby Garabedian. Protagonizada por Vladimír Javorský, Linda Rybova, y Lada Onorej. Producido por: William Zabka, Bobby Garabedian, Michael Deffert, Ed Bernard. La música fue compuesta por John Debney (quien también compuso la banda sonora de La Pasión de Cristo).
Fue rodada en la República Checa y Polonia. Cuenta la historia de la estrecha relación entre un operador de puente y su hijo pequeño y el fatídico día en que ambos tratan de evitar un desastre ferroviario inminente. Cientos de pasajeros de un tren de vapor no son conscientes del peligro mientras se dirigen hacia un puente levadizo elevado.

## Sinopsis
Describe la relación amainara entre un padre y su hijo. El padre es triste, su hijo le hace sonreír, se necesitan y completan mutuamente. Por eso su hijo quiere ir a trabajar con su padre, para ayudar a hacer su trabajo.
Mientras las personas están preocupadas por sus problemas, no se da cuenta de la necesidad de los demás. Por ejemplo, comen jamón, hay un viajero que no se da cuenta de la infelicidad de su novia. 
Sólo la relación del padre y el hijo es perfecta. El niño advierte a su padre que el tren llega demasiado pronto, pero no está allí para escucharlo. El muchacho toma medidas para salvar el tren. Cuando el niño cae en la caja de cambios, el padre oyó sus gritos y sintió un terrible dolor. el niño se sacrifica 
Su hijo para el tren, su sacrificio fue la única manera de cerrar el puente, ofrece su vida mientras la gente en el tren está ajena a lo que sucede.
Sólo una chica con problemas de heroína se da cuenta de lo sucedido, el dolor del padre absorbe su propio dolor y hace que ella se transforme interiormente.
Cara a cara con el padre, esta chica (una vez) con problemas, ahora renovada y libre de su pasado, sabe quién es. Ella sabe lo que hizo. Agradecida sostiene a su bebé - una nueva vida. El padre se alegra porque ve que la muerte de su hijo no fue en vano. Desde un punto de vista religioso para esta película el hijo es el puente entre Dios y los hombres.

## Premios
- Nominada Oscar 2003. Cortometraje

- Festival de Cine de Sundance 2004: Sección Oficial

- Palm Springs International 2003: Ganador del Festival

- Maui Film Festival 2003: Ganador - Mejor Cortometraje

- Heartland Film Festival 2003: Ganador Crystal Heart Award

## Versiones anteriores
- El Sacrificio (The Sacrifice): 1978 Dirigida por Robert N.Hatch
  - Intérpretes: Hal Boynton, John-John Wadsworth, Nita McKenzie
  - Director de Producción John K. Wadsworth
  - Director de Fotografía Thomas R. Christensen

- Datos: Q1133874